# Halowe Mistrzostwa Świata w Lekkoatletyce 1997 – siedmiobój mężczyzn
Siedmiobój mężczyzn – jedna z konkurencji rozgrywanych podczas halowych mistrzostw świata w lekkoatletyce w 1997.
Udział w tej konkurencji brało 10 zawodników z 7 państw. W dniu 8 marca przeprowadzono zawody w konkurencjach: biegu na 60 m, skoku w dal, pchnięcia kulą i skoku wzwyż. 9 marca zaś rozegrano zawody w konkurencjach: biegu na 60 m przez płotki, skoku o tyczce oraz biegu na 1000 m.
Zawody w tej konkurencji wygrał reprezentant Czech Robert Změlík. Drugą pozycję zajął zawodnik z Estonii Erki Nool, trzecią zaś reprezentujący Islandię Jón Arnar Magnússon.

## Wyniki
| Miejsce | Zawodnik               | Państwo           | Konkurencje        | Konkurencje       | Konkurencje        | Konkurencje       | Konkurencje        | Konkurencje        | Konkurencje        | Wynik końcowy | Uwagi |
| Miejsce | Zawodnik               | Państwo           | 60m                | LJ                | SP                 | HJ                | 60mH               | PV                 | 1000m              | Wynik końcowy | Uwagi |
| ------- | ---------------------- | ----------------- | ------------------ | ----------------- | ------------------ | ----------------- | ------------------ | ------------------ | ------------------ | ------------- | ----- |
| 1.      | Robert Změlík          | Czechy            | 7,00 s (882 pkt.)  | 7,53 m (942 pkt.) | 14,51 m (760 pkt.) | 2,01 m (813 pkt.) | 7,88 s (1012 pkt.) | 5,20 m (972 pkt.)  | 2:42,21 (847 pkt.) | 6 228 pkt.    |       |
| 2.      | Erki Nool              | Estonia           | 6,86 s (933 pkt.)  | 7,44 m (920 pkt.) | 14,70 m (771 pkt.) | 1,95 m (758 pkt.) | 8,08 s (962 pkt.)  | 5,30 m (1004 pkt.) | 2:40,75 (865 pkt.) | 6 213 pkt.    | PB    |
| 3.      | Jón Arnar Magnússon    | Islandia          | 6,85 s (936 pkt.)  | 7,56 m (950 pkt.) | 16,27 m (868 pkt.) | 2,04 m (840 pkt.) | 8,02 s (977 pkt.)  | 4,60 m (790 pkt.)  | 2:48,24 (784 pkt.) | 6 145 pkt.    | NR    |
| 4.      | Chris Huffins          | Stany Zjednoczone | 6,61 s (1026 pkt.) | 7,18 m (857 pkt.) | 15,55 m (824 pkt.) | 2,04 m (840 pkt.) | 7,80 s (1033 pkt.) | 4,70 m (819 pkt.)  | 2:53,53 (729 pkt.) | 6 128 pkt.    |       |
| 5.      | Christian Plaziat      | Francja           | 7,11 s (844 pkt.)  | 7,58 m (955 pkt.) | 14,10 m (734 pkt.) | 2,04 m (840 pkt.) | 7,89 s (1010 pkt.) | 4,90 m (880 pkt.)  | 2:42,75 (843 pkt.) | 6 106 pkt.    | SB    |
| 6.      | Steve Fritz            | Stany Zjednoczone | 7,15 s (830 pkt.)  | 7,29 m (883 pkt.) | 14,93 m (785 pkt.) | 2,01 m (813 pkt.) | 7,97 s (989 pkt.)  | 5,00 m (910 pkt.)  | 2:46,97 (798 pkt.) | 6 008 pkt.    |       |
| 7.      | Sébastien Levicq       | Francja           | 7,25 s (796 pkt.)  | 7,07 m (830 pkt.) | 13,64 m (706 pkt.) | 1,92 m (731 pkt.) | 8,15 s (944 pkt.)  | 5,40 m (1035 pkt.) | 2:44,56 (823 pkt.) | 5 865 pkt.    |       |
| –       | Tomáš Dvořák           | Czechy            | 6,99 s (886 pkt.)  | 7,69 m (982 pkt.) | 16,25 m (867 pkt.) | 1,92 m (731 pkt.) | 7,87 s (1015 pkt.) | DNS                | DNS                | DNF           |       |
| –       | Sebastian Chmara       | Polska            | 7,34 s (765 pkt.)  | 7,11 m (840 pkt.) | 14,17 m (739 pkt.) | 2,10 m (896 pkt.) | DNS                | DNS                | DNS                | DNF           |       |
| –       | Francisco Javier Benet | Hiszpania         | 7,21 s (809 pkt.)  | NM                | 13,30 m (686 pkt.) | DNS               | DNS                | DNS                | DNS                | DNF           |       |